# Veerana
Veerana (वीराना “Lloc desert”) és una pel·lícula de terror sobrenatural i thriller eròtic en hindi de l'Índia del 1988 dirigida per Shyam i Tulsi Ramsay, acreditats com els germans Ramsay. És protagonitzada per Jasmin com una dona que es veu posseïda per l'esperit d'una bruixa morta, convertint-la en una criatura assedegada de sang que sedueix i mata homes. La música de la pel·lícula va ser composta per Bappi Lahiri i les cançons van ser cantades per Suman Kalyanpur, Mohammad Aziz i Sharon Prabhakar.
Veerana ha estat descrita com una pel·lícula de culte que va tenir èxit en vídeo domèstic i a les emissions de televisió. L'antagonista de la pel·lícula, Jasmin, ha estat conegut com "un dels monstres Ramsay més emblemàtics".

## Argument
Els sacerdots envolten un nen jove lligat dins d'una gàbia en una cova. Els suplica que el soltin i els demana què volen d'ell. Un sacerdot diu que la seva sang i carn donaran vida a Nakita. Just aleshores una dona jove entra a la gàbia. Ella es treu el medalló de ratpenat del coll, es transforma en una bruixa i mata el nen.
Thakur Mahendera Pratap Singh descobreix que la bruixa Nakita està causant estralls en un bosc adjacent. Una nit, la seva filla petita li diu que els vilatans tenen un cadàver fora d'un noi desconegut. Quan se'ls pregunta, diuen que ho ha fet una dona que vagava pels carrers solitaris del bosc. L'anomenen bruixa. El seu germà petit, Sameer, diu que les bruixes i els dimonis són només supersticions. Però un home diu que fa uns anys, quan va arribar al poble des d'una ciutat propera, es va perdre el camí i es va dirigir a la selva on va veure una noia. Més tard es va convertir en ratpenat i el va atacar.
Mahendra Pratap decideix investigar. Mentre Sameer passa pel bosc es troba amb una bella dona jove, tal com la que havia descrit el poble. La dona es porta al cotxe de Sameer. Arriben a l'antiga mansió que es troba darrere d'un llac al bosc. Sameer la sedueix a la banyera. Desviant-li l'atenció, li arrabassa el medalló de ratpenat del coll. La dama es transforma en la horrible bruixa Nakita. Sameer la fa feble i indefensa amb un Om davant d'ella. La bruixa és portada als afores del poble i els habitants la pengen fins a morir. Un bruixot tàntric), Baba, aconsegueix robar el seu cos i el porta al santuari, on el guarda en un sarcòfag i promet donar-li un cos nou. El cos seria de la filla de Thakur Mahendra Pratap.
Baba de sobte hipnotitza Jasmin i tallant-ne un tros del vestit i uns quants fils del seu cabell en fa una nina. A continuació, col·loca l'ampolla de vidre que conté aquesta nina al sarcòfag de la bruixa. Una Jasmin hipnotitzada baixa del cotxe i s’endinsa en el fons del camí prohibit. La noia entra al cau del dimoni i es posa davant de la tomba de la bruixa. El seu mal esperit aconsegueix entrar al cos de la noia. Aviat, Sameer és capturat i assassinat pels homes de Baba.
Llavors Baba porta en Jasmin a la mansió del seu pare. El tàntric informa a la família de Mahendra sobre la mort del seu germà a causa d'una violenta tempesta al bosc i informa que el cadàver de Sameer es va allunyar al riu i no va poder ser recuperat. Després de portar el nen a la seva habitació i posar-lo a dormir, Thakur deixa 2-3 criats a càrrec del nen i baixa les escales per trobar-se amb el Baba. Baba demana permís al Thakur per marxar, però Thakur demana que es quedi com a cuidador de la seva filla, ja que ha salvat la vida del nen.
Després de 12 anys, Thakur rep una carta de Sahila. Està content que ella quedés en primer lloc als exàmens intermedis. Durant el temps que ha passat, Jasmin es converteix en una bella noia que passa la major part del temps sola tancada dins del seu dormitori o de tant en tant vagant pel desert. Acostuma a estar de mal humor i perduda en el seu propi món, cosa que fa que el seu pare es preocupi. Thakur Saab informa a Baba que la seva neboda ha completat els seus exàmens i que té previst trucar-la per passar les seves vacances d'estiu a la seva mansió. Baba dirigeix a un dels seus servents Zimbaru perquè segresti Sahila perquè no arribi a la seva llar ancestral. A l'altra banda, un home ataca el cotxe de la Sahila i la persegueix. De tornada al poble, la Jasmin coneix un nou jove a la benzinera i li demana que vingui a l'antiga mansió darrere del llac aquella nit. Quan l'home hi arriba, ella li dona la benvinguda i tots dos beuen i dinen junts. Mentre està intoxicat la viola. Al voltant de la mitjanit, l'home pren consciència i es sorprèn al veure que la Jasmine té els ulls grisos i les parpelles no es mouen gens. Intenta fugir però cau al llit. Jasmine es desperta, agafa una daga de plata i mata l'home a punyalades. La policia troba el seu cos l'endemà al matí però com que ningú el reconeix, la investigació està paralitzada.
Però els assassinats continuen. Un vespre, Jasmin agafa el cotxe d'un borratxo i després de creuar una certa distància, l'esperit de la bruixa mata l'home arrancant-li el coll. Una nit, la Sahila decideix dormir al costat de la Jasmin al seu antic dormitori i de sobte nota una cosa molt estranya i aterridora en la seva cosina i ho informa al seu oncle i Hemant. Thakur decideix Jasmin a una avaluació psiquiàtrica al seu vell amic que és un conegut psiquiatre. Sota hipnosi, Jasmine explica l'incident del seu passat i es transforma en una persona completament diferent. La seva veu canvia i promet matar tots els membres de la família de Thakur. Thakur es nega a creure el metge, però quan escolta la gravació del metge, el creu quan informa que la seva filla està posseïda. Tanmateix, a causa de la seva amistat, el metge promet quedar-se i tractar la jove. El metge també demana a Hemant que fingeixi estar a prop de Jasmin perquè la veritat surti a la llum, però tots dos fracassen en els seus intents.
Una nit, en veure ombres estranyes i fum sortir de l'habitació de la Jasmine, el metge entra i veu el rostre grotesc de la bruixa. Intenta avisar en Thakur, però es nega a creure'l. El metge fuig de la casa per salvar la vida, però el criat, Raghu, se'n burla mentre marxa de la mansió. En un sospir, el doctor evita en Raghu i marxa de l'Haveli mentre Jasmin el mira amb un estrany somriure victoriós a la cara al balcó.
Mentre el metge condueix el seu cotxe a una velocitat vertiginosa per l'antic poble, pren un gir equivocat amb confusió, xoca contra un arbre i s'atura just al mig del bosc solitari. La bruixa de sobte i surt de l'ombra i mentre el metge amb prou feines té consciència de mirar-la amb uns ulls molt sorpresos, li perfora el cos i el mata.
El servent Raghu és el següent a morir quan, per por de la bruixa, decideix dormir a la fàbrica a la nit en comptes d'anar al haveli. Aleshores, Hemant i Sahila mentre discuteixen els assassinats amb Satish, treuen el tema de Baba. Hemant decideix seguir el Baba juntament amb la Sahila. Tots dos el persegueixen fins a la Veerana. Però són capturats i la Sahila descobreix que el seu pare Sameer Pratap és viu. Satish Shah, en un gir dels esdeveniments, arriba a la Veerana i els rescata a tots. Sameer se'n va directament a casa amb el seu germà amb els joves. Thakur està encantat de veure el seu estimat germà.
Mentrestant, Baba planeja matar Jasmin el dia de lluna nova perquè la bruixa pugui renéixer i assolir la immortalitat. La porta del haveli al cau del dimoni i la prepara per al ritual. Però la família aconsegueix arribar al lloc dels fets. Jasmin se salva fent que la bruixa abandoni el seu cos destruint l'ampolla que conté el seu ninot vudú. Però, per pura mala sort, perd la vida. La família es dol breument i, com que ara la bruixa ha recuperat l'esperit en el seu propi cos brut, aconsegueixen tancar la bruixa dins del sarcòfag amb l'ajuda del sant Om i Baba també és assassinat.
La família Thakur i els vilatans porten el sarcòfag al temple de Shiva. El sarcòfag es porta dins del temple i Sameer el desbloqueja amb l'ajuda d'Hemant. Les dues noies són enviades fora del temple. La bruixa surt del sarcòfag i, amb horror, es troba davant del Sant Senyor. Es retorça de dolor, intenta fugir, però perd tots els seus poders i cau a terra. En pocs segons, es crema i és destruïda. Els Thakurs i Hemant supervivents comencen les seves vides de nou.

## Repartiment
- Jasmin Dhunna com a Jasmin M. Pratap
- Hemant Birje com a Hemant, el xicot de la Sahila
- Sahila Chadha com a Sahila S. Pratap
- Kulbhushan Kharbanda com a Thakur Mahendra Pratap
- Satish Shah com a Satish
- Vijayendra Ghatge com a Sameer Pratap (com a Vijendra)
- Gulshan Grover as al servei de Raghu
- Rama Vij com a Preeti S. Pratap, esposa de Sameer Pratap
- Rajesh Vivek com a Baba, el malvat brucer
- Leela Mishra com a sogra de Sameer
- Vijay Arora com a mecànic i treballador de bombes de petroli.
- Narendra Nath com a oncle metge, Psiquiatra
- Tina Ghai com a institutriz de Jasmine
- Rajendra Nath com a gerent de Thakela Guest House
- Bhushan Tiwari com a vilatan
- Vaishnavi Mahant com a Young Jasmine
- Kamal Roy com la bruixa Nakita, principal antagonista
- K. K. Raj com a inspector de policia, investigant l'assassinat del mecànic i el propietari de la bomba de gasolina.

## Música
| 1. | «Sathi Tu Kaha Hai»                            | Suman Kalyanpur                 |  |
| 2. | «Sathi Tu Kaha Hai (Sad)»                      | Suman Kalyanpur                 |  |
| 3. | «Dil Ki Dhadkan Kya Kahe, Apne Dil Se Puch Le» | Sharon Prabhakar, Mohammed Aziz |  |
| 4. | «Sathi Tu Kaha Hai (Versió 2)»                 | Suman Kalyanpur                 |  |

## Llançament i recepció

### Censura
Veerana va ser rebutjada inicialment per la Central Board of Film Certification a causa de la seva barreja d'imatges sexuals i de terror, com en el retrat seductor de Jasmin i el "maquillatge horripilant" utilitzat per representar la seva transformació. en una bruixa monstruosa. La pel·lícula es va reeditar amb retalls i es va estrenar a les sales el maig de 1988.

### Resposta crítica
A la seva ressenya de Veerana per a Mumbai Sakal, el crític de cinema Ashok Rane va caracteritzar els germans Ramsay com que busquen entretenir "a través d'elements extrems o impactants" sense cap història ni temes subjacents. , i va escriure que "Veerana és aquest tipus de pel·lícula d'ells. Però tot i haver pentinat a fons aquest estil estret de narració, els germans directors, Tulsi i Shyam Ramsay, sembla que no s'hagin mogut a buscar qualsevol cosa nova en aquesta petita zona que habiten Segueixen utilitzant la mateixa fórmula d'històries embruixades, els mateixos trucs per crear por (un gat negre, una bella noia a la carretera demanant un ascensor, el cotxe perdent el control) a través d'aquests mitjans fantàstics, així que acaben utilitzant també màscares crues i acaben fracassant en el seu intent."
Veerana va assolir popularitat al vídeo domèstic i a la televisió posterior, i ara es considera una pel·lícula de culte.

## Mitjans domèstics
El 2009, Veerana es va publicar en DVD per Mondo Macabro com a sessió doble amb la pel·lícula de 1989 Purani Haveli' ' (dirigida també pels germans Ramsay), com a part de la Bollywood Horror Collection Vol. 2. El 2023, Mondo Macabro va llançar Veerana en Blu-ray com a part del conjunt de caixa Bollywood Horror Collection, que també inclou les pel·lícules dirigides pels germans Ramsay Aatma (2006), Bandh Darwaza (1990), Purani Haveli, Purana Mandir (1984) i Tahkhana (1986).

## Proposta de remake
El 2013, els germans Ramsay van anunciar un remake de Veerana en 3D.